# Europeiska ekonomiska gemenskapen
Europeiska ekonomiska gemenskapen (EEG) var en överstatlig organisation mellan ursprungligen sex medlemsstater i Västeuropa. Den upprättades genom Romfördraget den 1 januari 1958 och ersattes av Europeiska gemenskapen (EG) genom Maastrichtfördraget den 1 november 1993.
EEG utökade det samarbete som redan hade påbörjats genom Europeiska kol- och stålgemenskapen i början på 1950-talet. Syftet med den ekonomiska gemenskapen var att inrätta en gemensam marknad med fri rörlighet för varor, tjänster, personer och kapital, däribland en tullunion och gemensamma konkurrensregler. En särskild kommission inrättades för att överse efterlevnaden av de gemensamma bestämmelserna.
Genom fusionsfördraget 1967 slogs institutionerna för EEG ihop med kol- och stålgemenskapen samt Europeiska atomenergigemenskapen. Europeiska enhetsakten lade grunden för ytterligare europeisk integration med målet att förverkliga den inre marknad som omnämndes redan i den ursprungliga versionen av Romfördraget. Detta mål uppnåddes den 1 januari 1993 när den inre marknaden slutligen skapades. Tio månader senare, den 1 november 1993, ersattes EEG av Europeiska gemenskapen.
Från att ursprungligen ha haft sex medlemsstater, Belgien, Frankrike, Italien, Luxemburg, Nederländerna och Västtyskland, utvidgades EEG till att ha tolv medlemsstater vid sin upplösning. 1973 anslöt sig Danmark, Irland och Storbritannien. 1981 följde Grekland efter, och 1986 ägde den sista utvidgningen för EEG rum, då Portugal och Spanien anslöt sig.

## Historia

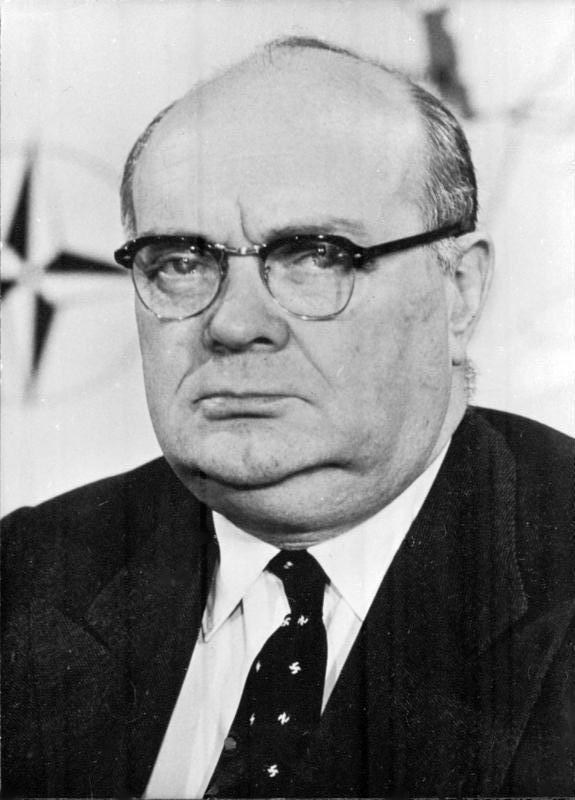
Paul-Henri Spaak ledde kommittén som låg bakom Romfördragen.

1951 signerades fördraget om upprättandet av Europeiska kol- och stålgemenskapen (EKSG-fördraget). Europeiska kol- och stålgemenskapen var en internationell gemenskap baserad på överstatlighet och internationell rätt, utformad för att bistå den europeiska ekonomin och förebygga framtida krig genom att integrera sina medlemsstater, i synnerhet Frankrike och Västtyskland.
Med syfte att skapa ett federalt Europa föreslogs ytterligare två gemenskaper: Europeiska försvarsgemenskapen (EFG) och Europeiska politiska gemenskapen (EPG). Under tiden som Gemensamma församlingen, EKSG:s parlamentariska kammare, utarbetade ett EPG-fördrag, avslog Frankrikes nationalförsamling idén om en försvarsgemenskap.
Höga myndighetens ordförande Jean Monnet, som var en av de ledande personerna bakom gemenskaperna, avgick från sin post i protest och påbörjade istället arbetet med alternativa gemenskaper, grundade på ekonomisk integration snarare än politisk integration.
Efter Messinakonferensen 1955 fick Paul Henri Spaak och övriga ledamöter i Spaak-kommittén uppdraget att förbereda en rapport om en gemensam tullunion. Den så kallade Spaak-rapporten utgjorde hörnstenen för de regeringsförhandlingar som ägde rum 1956. Tillsammans med Ohlin-rapporten, utgjorde Spaak-rapporten grunden för fördraget om upprättandet av Europeiska ekonomiska gemenskapen.
1956 ledde Spaak regeringskonferensen om den gemensamma marknaden och Euratom, som resulterade i fördraget om upprättandet av Europeiska ekonomiska gemenskapen och fördraget om upprättandet av Europeiska atomenergigemenskapen, gemensamt kallade Romfördragen.

### Bildandet och de första åren

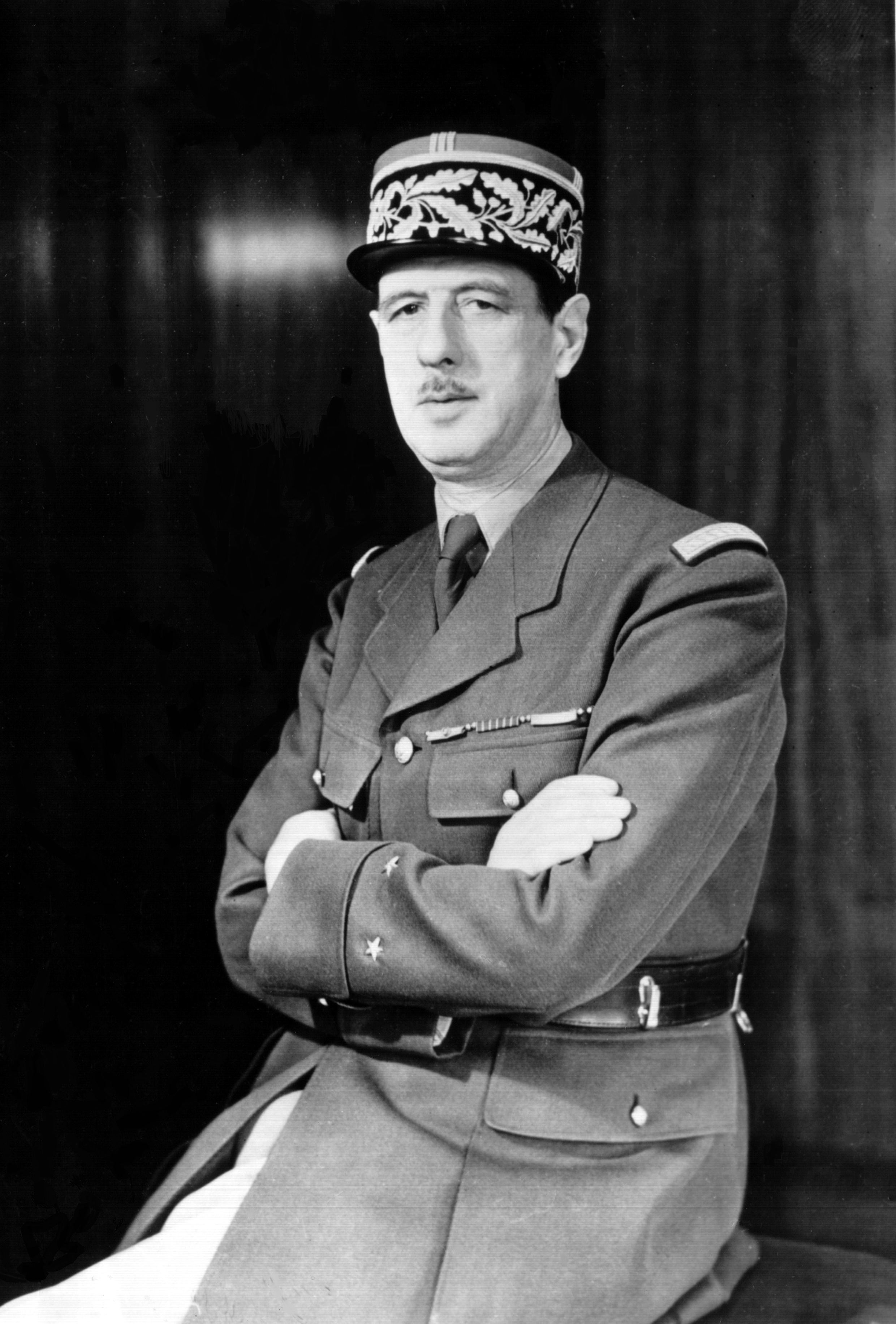
Charles de Gaulle motsatte sig överstatligheten i gemenskaperna.

Till följd av de nya fördragen bildades Europeiska ekonomiska gemenskapen och Europeiska atomenergigemenskapen (Euratom). Dessa organisationer var betydligt mindre överstatliga än EKSG, främst på grund av protester från vissa medlemsstater om att deras suveränitet annars undergrävdes. Kommissionen Hallsteins första möte ägde rum den 16 januari 1958. EEG syftade till att skapa en tullunion, medan Euratom skulle förbättra kärnkraftssamarbetet. EEG blev snabbt den viktigaste gemenskapen och expanderade sin verksamhet. En av de första viktiga framgångarna för EEG var etablerandet av gemensamma prisnivåer för jordbruksprodukter 1962. 1968 avskaffades de inre tullavgifterna på vissa särskilda produkter.
En ny kris uppstod i samband med att finansieringen av den gemensamma jordbrukspolitiken trädde i kraft 1962. Övergångsperioden för när beslut skulle tas med enhällighet hade nått sitt slut och rådet började istället ta majoritetsbeslut. Den franske presidenten Charles de Gaulle motstånd mot överstatlighet och rädsla för att andra medlemsstater skulle ifrågasätta den gemensamma jordbrukspolitiken ledde till ”tomma stolens politik”.
Tomma stolens politik innebar att de franska regeringsrepresentanterna avstod från att delta i de europeiska institutionernas arbete till dess att Frankrike hade återfått sitt veto. Slutligen nåddes en överenskommelse, kallade Luxemburgkompromissen, den 29 januari 1966 som innebar att medlemsstaterna hade vetorätt i frågor som var av nationell angelägenhet.
Den 1 juli 1967 trädde fusionsfördraget i kraft. Det innebar att EKSG:s och Euratoms institutioner slogs samman med EEG:s institutioner. Sedan tidigare hade de tre gemenskaperna haft en gemensam parlamentarisk församling och en gemensam domstol. Genom fusionsfördraget bildade de tre gemenskaperna Europeiska gemenskaperna (EG). De olika gemenskaperna var fortfarande skilda juridiska personer, även om de integrerades i stor utsträckning med varandra. De framtida fördragen gav gemenskapen nya befogenheter bortom de enkla ekonomiska frågorna.

### Utvidgning och val

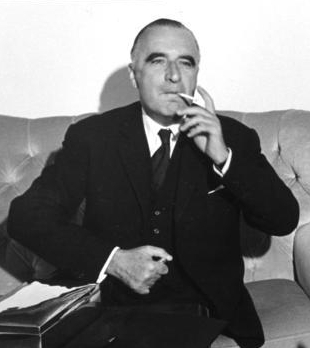
Georges Pompidou banade väg för fördjupat samarbete inom EEG.

Europeiska flaggan antogs 1986.

Under 1960-talet gjordes de första försöken till en utvidgning. Den 3 maj 1960 ansökte Danmark, Irland, Norge och Storbritannien om medlemskap i gemenskaperna. Emellertid såg den franske presidenten Charles de Gaulle ett brittiskt medlemskap som en trojansk häst för amerikanskt inflytande och använde därmed sin vetorätt för att frysa de fyra ländernas ansökningar.
Den 11 maj 1967 ansökte länderna på nytt och med Georges Pompidou som ny fransk president accepterades medlemskapsansökningarna. Förhandlingarna påbörjades 1970 under den proeuropeiska regeringen Edward Heath, som var tvungen att hantera konflikter relaterade till den gemensamma jordbrukspolitiken och Storbritanniens relation till samväldet. Två år senare kunde till sist anslutningsfördraget undertecknas och alla utom Norge anslöt sig till gemenskaperna (norska folket avslog sin anslutning i en nationell folkomröstning).
Gemenskapernas fördrag föreskrev att Europaparlamentet var tvunget att väljas direkt av folket, men det förutsatte att rådet först kunde anta ett gemensamt valsystem. I väntan på att rådet skulle anta ett beslut i frågan, fortsatte parlamentets ledamöter att utses av de nationella parlamenten. Charles de Gaulle var särskilt aktiv med att blockera parlamentets utveckling, vilket innebar att parlamentet fick makt över delar av budgeten först efter hans avgång.
Parlamentet å sin sida tryckte på för en överenskommelse och den 20 september 1976 kom rådet överens om de nödvändiga bestämmelserna för att kunna hålla val. Överenskommelsen innebar att valsystemet i stor utsträckning varierade från medlemsstat till medlemsstat. Under slutet av kommissionen Jenkins mandatperiod hölls i juni 1979 det första Europaparlamentsvalet. Det nya parlamentet började arbeta på fulltid och blev betydligt mer aktivt än de tidigare församlingarna.
Kort efter sitt första val, blev parlamentet den första gemenskapsinstitutionen att föreslå att EEG skulle anta europeiska flaggan som sin flagga. Europeiska rådet accepterade förslaget och antog flera olika symboler som gemenskapens 1984. Efter att Europarådet hade gett sitt godkännande, blev flaggan gemenskapens officiella flagga 1986. Europeiska rådet hade utvecklats under 1960-talet som en informell rådskonstellation på regeringschefsnivå. Dess ursprung kom från Charles de Gaulles vilja att uppväga de överstatliga institutionerna. Det var först i europeiska enhetsakten som Europeiska rådet nämndes i fördragen.

### Fördraget om Europeiska unionen

De länder som ratificerade fördraget om Europeiska unionen.

Grekland ansökte om medlemskap den 12 juni 1975, efter att demokratin hade återupprättats i landet, och blev medlem den 1 januari 1981. Även Portugal och Spanien ansökte om medlemskap efter att de också hade demokratiserats. De två staterna ansökte om medlemskap 1977 och blev medlemmar den 1 januari 1986. 1987 ansökte Turkiet om medlemskap, vilket blev början på den längsta ansökningsprocessen någonsin.
Med hänsyn till ytterligare utvidgningar och viljan att ytterligare utöka samarbetets omfattning, signerades europeiska enhetsakten den 17 februari och 28 februari 1986 i Luxemburg respektive Haag. Dokumentet behandlade institutionella reformer, maktbefogenheterna, ett utrikespolitiskt samarbete och den gemensamma marknaden. Fördraget trädde i kraft den 1 juli 1987. Akten var influerad av arbetet som skulle leda till fördraget om Europeiska unionen, som utarbetades den 10 december 1991, signerades året därpå och trädde i kraft den 1 november 1993.
Bildandet av Europeiska unionen innebar att EEG ersattes av Europeiska gemenskapen (EG), som utgjorde en del av unionens första pelare. EEG:s institutioner blev EU:s institutioner, även om vissa av de bytte namn. Domstolen, parlamentet och kommissionen blev emellertid kraftigt begränsade till den första pelaren (EG), medan de två andra pelarna präglades av mellanstatlighet snarare än överstatlighet. Lissabonfördraget, som trädde i kraft den 1 december 2009, upplöste de tre pelarna och ersatte dem med en enda juridisk person, Europeiska unionen. Därmed utökades också överstatligheten till att omfatta exempelvis polisiära och straffrättsliga frågor.

## Utbredning och utvidgning

Ursprungliga medlemsstater
Senare anslutna medlemsstater

Vid Europeiska ekonomiska gemenskapens bildande fanns det totalt sex medlemsstater. Dessa var förutom Frankrike och Tyskland även Belgien, Luxemburg, Nederländerna och Italien. I fördraget om upprättandet av Europeiska ekonomiska gemenskapen fastslogs att samarbetet var öppet för andra europeiska stater att ansluta. Danmark, Irland och Storbritannien ansökte om medlemskap 1960. Frankrikes president Charles de Gaulle ansåg emellertid att Storbritanniens medlemskap skulle öka USA:s inflytande i Europa och motsatte sig ett brittiskt medlemskap. Därför använde Frankrike sig av sitt veto, och blockerade Storbritanniens medlemskap. Samtidigt lades också Danmarks och Irlands ansökningar på is.
1973, efter att de Gaulle hade lämnat makten, ägde den första utvidgningen rum, då de tre ansökande staterna anslöt sig. På 1980-talet anslöt sig även Grekland, Portugal och Spanien. Antalet medlemsstater var då uppe i tolv.
Förutom medlemsstaterna själva ingick också en rad territorier i samarbetet. Vid bildandet av EEG ingick även Algeriet (som då tillhörde Frankrike), Réunion, Franska Guyana, Martinique och Guadeloupe. Dessutom var flera andra utomeuropeiska territorier, framför allt europeiska kolonier, associerade till samarbetet. Däremot stod Surinam, Aruba, Nederländska Antillerna och Västberlin helt utanför samarbetet. I takt med att flera av kolonierna blev självständiga, blev också deras särskilda relation till EEG normaliserad.

## Institutioner och organ

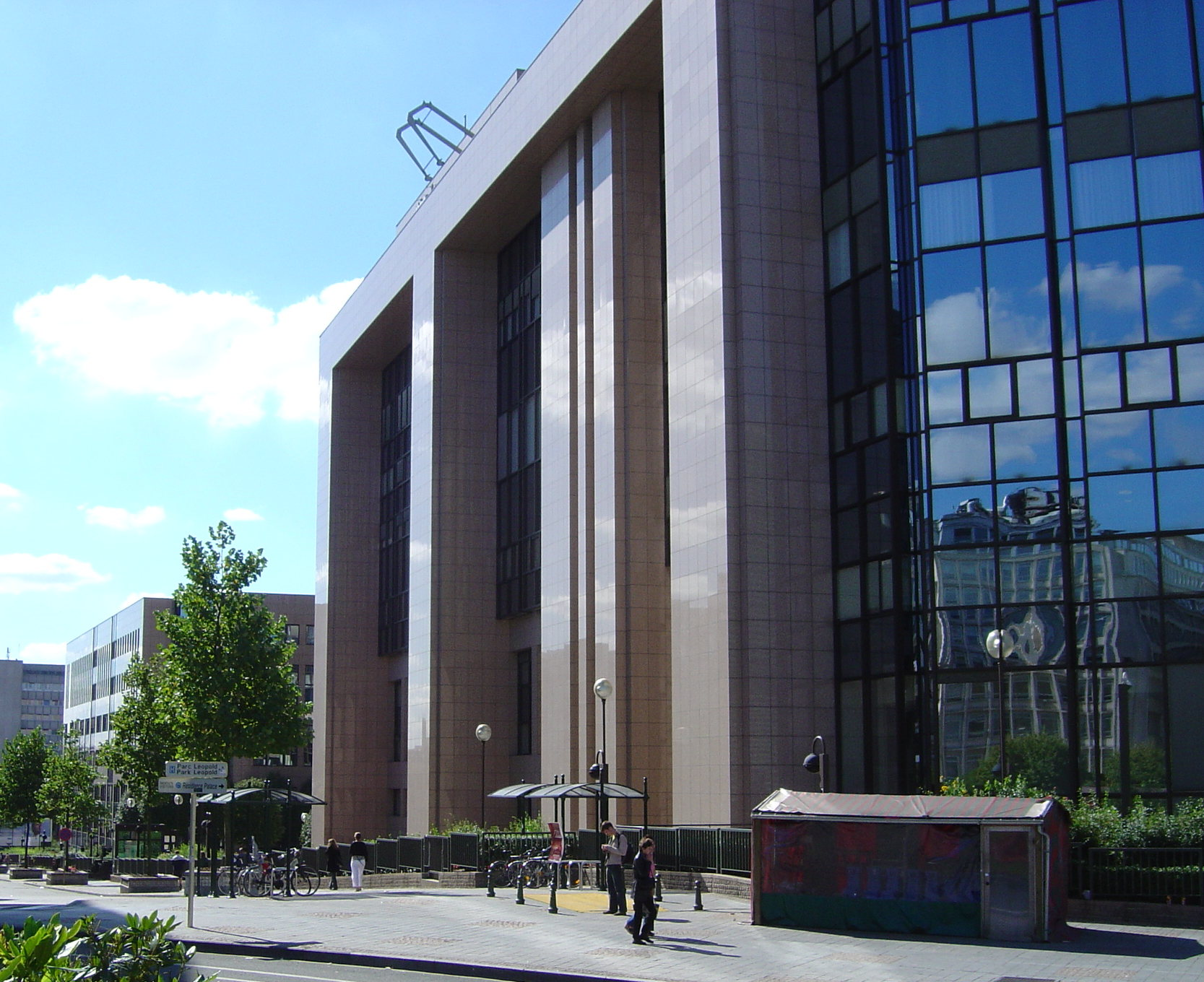
Rådets huvudsäte i Bryssel.

Det fanns från början tre politiska institutioner med verkställande eller lagstiftande makt inom EEG, samt en juridisk institution med dömande makt. En femte institution bildades 1975. Institutionerna som bildades 1957 var unika för EEG och delades inte med Europeiska kol- och stålgemenskapen och Europeiska atomenergigemenskapen förrän fusionsfördraget trädde i kraft 1967.
Rådet var den institution som skulle representera de nationella regeringarna och hade den huvudsakliga lagstiftande makten. Kommissionen, som besatt den verkställande makten, skulle däremot representera Europa i sin helhet och inte se till nationella intressen. Parlamentet, som var den tredje institutionen, skulle representera medborgarna och fungerade främst som en rådgivande församling. Även om fördraget om upprättandet av Europeiska ekonomiska gemenskapen föreskrev från första början att parlamentet skulle väljas direkt av medborgarna, förverkligades inte detta förrän genom Europaparlamentsvalet 1979. Det var först då som rådet hade antagit de nödvändiga åtgärderna för att de gemensamma valen skulle kunna äga rum.
Nya lagförslag kunde endast läggas fram av kommissionen, men sådana åtgärder kunde begäras av rådet, parlamentet eller någon annan part. Normalt sett underställdes varje lagförslag rådets godkännande och parlamentets rådgivande. Inom vissa frågor hade parlamentet mer makt och kunde till och med stoppa lagförslag. När ett lagförslag väl var antaget, var det kommissionens uppgift att se till så att det tillämpades. Om en medlemsstat inte uppfyllde sina åtaganden, kunde kommissionen dra staten inför domstolen, som utgjorde den fjärde institutionen.
Efter 1993 blev dessa institutioner Europeiska unionens institutioner, dock begränsade till vissa delar på grund av pelarstrukturen. Genom Lissabonfördraget avskaffades dock pelarstrukturen och EU blev en juridisk person. Därmed fick också Europaparlamentet medbestämmanderätt inom nästan alla lagstiftningsärenden.
Den femte institutionen, revisionsrätten, saknade i princip formell makt, men hade som funktion att granska i synnerhet kommissionens arbete.

## Syfte och konsekvenser

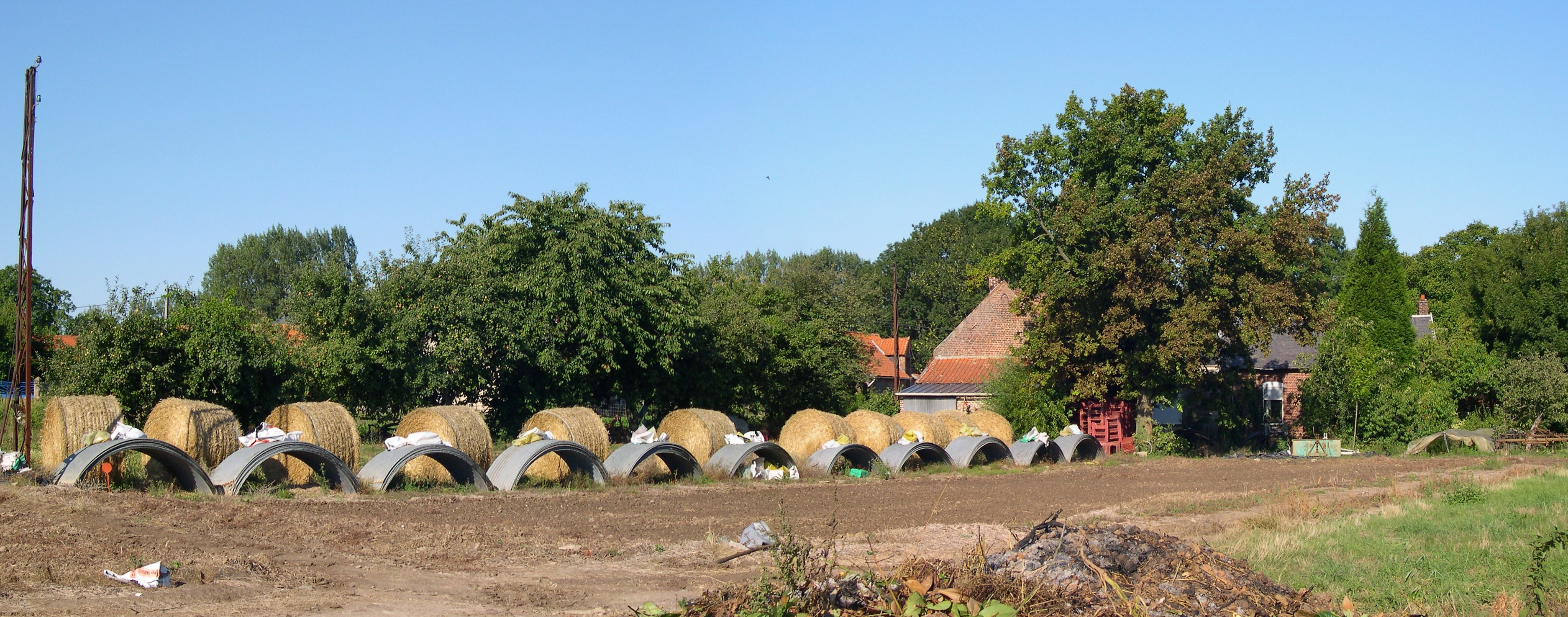
En gemensam jordbrukspolitik upprättades genom gemenskapen.

EEG:s främsta syfte, som fastställdes i grundfördragets ingress, var att bevara fred och frihet och att lägga grunden till ett allt fastare samarbete mellan de europeiska folken. Detta skulle ske genom en balanserad ekonomisk tillväxt, som skulle uppnås genom upprättandet av en tullunion med gemensamma tullavgifter, en gemensam jordbruks-, transport- och handelspolitik samt en utvidgning av EEG till övriga Europa.
När det gällde tullunionen föreskrev grundfördraget en tioprocentig reduktion av tullavgifterna och en global importkvot på upp till 20 procent. Utvecklandet av tullunionen gick betydligt snabbare än de tolv år som det planerades ta. Frankrike mötte dock vissa bakslag på grund av kriget med Algeriet.